# L'uomo e il lavoro nella nuova società
L'uomo e il lavoro nella nuova società è un libro scritto da Pier Luigi Zampetti, professore di Dottrina dello Stato, nel quale l'autore analizza il ruolo fondamentale dell'uomo lavorante in una società.
Le periodiche crisi economiche, foriere di crisi occupazionali, lacerano e deteriorano le relazioni sociali che sono alla base della vita collettiva. Zampetti sostiene che la difficoltà che sia gli organismi politici, sia quelli economico-produttivi, incontrano nel risolvere la disoccupazione, possa essere causata da una scorretta considerazione delle risorse umane nell'ambito del progetto atto a rilanciare le attività economiche.
Zampetti afferma che sia il lavoro sia la retribuzione siano stati sradicati dall'uomo e quindi le aziende e lo stato possono regolamentarli come credono.
Zampetti non ritiene che i palliativi del prepensionamento e della riduzione dell'orario di lavoro possano risolvere l'annosa questione, bensì sia necessario uno studio globale dei processi in gioco per modificare sin nelle fondamenta i giusti rapporti e i giusti equilibri fra uomo, mondo del lavoro, mondo politico-amministrativo, valori della vita e della società.

## Edizioni
- Pier Luigi Zampetti, L'uomo e il lavoro nella nuova società, Rusconi, 1984,  pp.204 , cap.10.